# تپه قلعه نهسک
تپه قلعه نهسک مربوط به دوره صفوی است و در شهرستان فریمان، بخش قلندرآباد، روستای نهسک واقع شده و این اثر در تاریخ ۲۴ اسفند ۱۳۸۳ با شمارهٔ ثبت ۱۱۶۷۲ به‌عنوان یکی از آثار ملی ایران به ثبت رسیده است.